# 米倉昌尹
米倉 昌尹（よねくら まさただ）は、江戸時代前期の旗本・大名。若年寄。武蔵国金沢藩主、下野国皆川藩初代藩主。官位は従五位下・丹後守。

## 生涯
寛永14年（1637年）、400石の米倉昌純（初名、政継）の長男として誕生。正室は金森重義娘、継室は渡辺守娘。
正保2年（1645年）6月9日、3代将軍・徳川家光に拝謁し、承応3年（1654年）2月23日に御小姓となる。貞享元年（1684年）7月19日に600石に登った米倉家の家督を継ぐ。
貞享2年（1685年）8月12日、御徒士頭となり、貞享3年（1686年）9月18日に目付となる。貞享4年（1687年）2月26日に番頭となり、元禄3年（1690年）3月27日に武蔵国内で500石を加増され、同年12月18日に叙任する。元禄5年（1692年）1月11日、上野国内で1000石を加増され、元禄7年（1694年）1月7日に武蔵国内で1000石を加増される。同年12月15日にも武蔵国内で1000石加増される。元禄9年（1696年）3月28日に若年寄に任じられ、それにより1万石を与えられたことで大名として諸侯に列し、武蔵金沢藩主となる。
元禄12年（1699年）1月にも5000石を加増され、下野皆川に移封されて1万5000石となるが、同年7月12日死去。
跡を長男・昌明が継いだ。

## 系譜
父母
- 米倉昌純（父）
- 簗田直次の娘（母）

正室、継室
- 金森重義の娘（正室）
- 渡辺守の娘（継室）

子女
- 米倉昌明（長男）生母は正室
- 米倉昌仲
- 娘